# فرانس هین
فرانس هین (انگلیسی: Frans Hin; ۲۹ ژانویهٔ ۱۹۰۶ – ۶ مارس ۱۹۶۸) قایقران قایق بادبانی اهل هلند بود.